# Cyclops cyprinaceus
Cyclops cyprinaceus – gatunek widłonoga z rodziny Cyclopidae, nazwa naukowa gatunku została po raz pierwszy opublikowana w 1789 roku przez angielskiego zoologa George’a Shawa.